# Trichocline hieracioides
Trichocline hieracioides là một loài thực vật có hoa trong họ Cúc. Loài này được (Kunth) Ferreyra miêu tả khoa học đầu tiên năm 1944.